# Parafia Trójcy Świętej w Paryżu
Parafia Trójcy Świętej – parafia prawosławna w Paryżu, w dekanacie paryskim północno-wschodnim Arcybiskupstwa Zachodnioeuropejskich Parafii Tradycji Rosyjskiej Patriarchatu Moskiewskiego. Wspólnota istnieje od 1964 (jako parafia od 1973); jej językiem liturgicznym jest francuski. Nabożeństwa są celebrowane według kalendarza gregoriańskiego.
Proboszczem jest biskup rieutowski Elizeusz.

## Historia
Po II wojnie światowej w kaplicy dolnej soboru św. Aleksandra Newskiego w Paryżu odbywały się okazjonalne nabożeństwa prawosławne w języku francuskim. Jednym z ich inicjatorów był teolog Paul Evdokimov, Rosjanin z pochodzenia i rzecznik prowadzenia pracy duszpasterskiej w języku francuskim oraz dialogu ekumenicznego. Koncepcję powstania całkowicie francuskojęzycznej parafii popierał arcybiskup egzarcha Jerzy (Tarassow), zwierzchnik Egzarchatu od 1960. Nawiązywał on do działań misyjnych prowadzonych wśród Francuzów przez parafie Ikony Matki Bożej „Wszystkich Strapionych Radość” i św. Genowefy i Trzech Świętych Hierarchów w Paryżu. W 1964 arcybiskup Jerzy uczynił ks. Piotra Struwe pierwszym kierownikiem wspólnoty całkowicie francuskojęzycznej.
Po śmierci ks. Struwego w wypadku drogowym jego następcą został ks. Boris Bobrinski, wykładowca teologii dogmatycznej w Instytucie św. Sergiusza w Paryżu. W czasie pełnienia przez niego obowiązków 15 lutego 1973 wspólnota Trójcy Świętej została podniesiona do rangi niezależnej parafii. W tym okresie większość parafian stanowiły osoby o pochodzeniu rosyjskim, które straciły jednak kontakt z tym językiem i posługiwały się j. francuskim jak ojczystym. Z czasem wzrastała liczba konwertytów francuskich oraz emigrantów z innych krajów: Libanu, Grecji, Rumunii, Syrii i Etiopii.
Statystyki liczby wiernych parafii na przestrzeni ostatnich 27 lat wahały się między 70 osobami w 1993 a 103 w 1998. W 2007 parafia liczyła 98 osób.